# Campionati europei di 470 1987
I Campionati europei di 470 1987 si sono svolti a Lysekil, in Svezia, dal 15 al 22 agosto 1987.

## Podi
| Evento        | Oro                                           | Argento                                   | Bronzo                                        |
| 470 Open      | Finlandia Peter von Koskull Johan von Koskull | Francia Thierry Péponnet Luc Pillot       | Spagna Jordi Calafat Roberto Molina           |
| 470 Femminile | Francia Thierry Péponnet Luc Pillot           | Italia Sandro Montefusco Paolo Montefusco | Finlandia Peter von Koskull Johan von Koskull |

## Medagliere
| Posiz. | Nazione   | Oro | Argento | Bronzo | Totale |
| ------ | --------- | --- | ------- | ------ | ------ |
| 1      | Francia   | 1   | 1       | 0      | 2      |
| 2      | Finlandia | 1   | 0       | 0      | 1      |
| 3      | Italia    | 0   | 1       | 0      | 1      |
| 4      | Finlandia | 0   | 0       | 1      | 1      |
| 4      | Spagna    | 0   | 0       | 1      | 1      |
| Totale | Totale    | 2   | 2       | 2      | 6      |